# Der eiserne Ritter von Falworth
Der eiserne Ritter von Falworth (Originaltitel: The Black Shield of Falworth) ist ein US-amerikanischer Abenteuerfilm des Regisseurs Rudolph Maté aus dem Jahr 1954. Als Grundlage diente der Roman Der jüngste Ritter (Men of Iron) von Howard Pyle. Die Erstaufführung in Deutschland fand am 17. Dezember 1954 statt.

## Handlung
Myles Falworth und seine Schwester Meg leben versteckt mit ihrem Beschützer Diccon Bowman auf einem Bauernhof in Crosbey-Dale. Ihr Vater ist fälschlicherweise des Landesverrats vom Earl of Alban bezichtigt worden. Der englische König Heinrich IV. hat ihm die bürgerlichen Ehrenrechte entzogen, woraufhin er seine Kinder in Sicherheit bringen will. Der Lord von Crosbey-Dale will die beiden Kinder fassen und sendet einen Suchtrupp aus, den er selber mit einem weiteren Edelmann, Sir Robert, leitet. Um sich zu erfrischen, halten sie ausgerechnet an dem Bauernhof, der Myles und Meg als Versteck dient. Meg wird belästigt, Myles geht dazwischen.
Bowman will daraufhin die Kinder zum Earl of Mackworth schicken, einem alten Freund ihres Vaters. Der Earl sieht in Myles den Retter der Nation, der England vor den bösen Machenschaften des Earls of Alban retten soll. Myles wird zum Ritter ausgebildet. Der König schlägt ihn zum Ritter und setzt einen Gerichtskampf zwischen Myles und dem Earl of Alban an. Myles tötet den Earl und verhindert dadurch, dass dessen Umsturzpläne Wirklichkeit werden. Er heiratet dann die Tochter des Earls of Mackworth, Lady Anne.

## Hintergrund
- Diese Universal-Produktion war die erste, die im CinemaScope-Verfahren gedreht wurde.
- Das Budget des Films lag bei etwas unter 1,2 Millionen US-Dollar.[1]
- Janet Leigh (Golden Globe 1961) und Tony Curtis (Golden Globes 1958 und 1961) waren von 1952 bis 1961 verheiratet. Als Ehepaar drehten sie fünf Filme gemeinsam. Dieser Film ist der zweite, den sie gemeinsam machten.
- Rudolph Maté, ein früherer Kameramann, wechselte 1947 ins Regiefach und inszenierte bis 1962 insgesamt 31 Filme.
- Im Produktionsjahr wurde Barbara Rush mit dem Golden Globe für einen anderen Film ausgezeichnet (Gefahr aus dem Weltall).
- Art-Director Alexander Golitzen wurde dreimal mit dem Oscar ausgezeichnet: 1944, 1961, 1963, sein Kollege Russell A. Gausman zweimal: 1944, 1961 und Kollege Oliver Emert einmal: 1963.
- Die Ton-Technik wurde von Leslie I. Carey überwacht, der 1955 einen Oscar gewann.
- Die Musik stammt vom unerwähnt bleibenden Hans J. Salter.

## Deutsche Fassung
Die deutsche Synchronfassung entstand 1954 in den Ateliers der Berliner Synchron GmbH Wenzel Lüdecke, Berlin, unter der Regie von Albert Baumeister.
| Rolle             | Darsteller       | Synchronsprecher |
| ----------------- | ---------------- | ---------------- |
| Myles Falworth    | Tony Curtis      | Herbert Stass    |
| Lady Anne         | Janet Leigh      | Margot Leonard   |
| Earl of Alban     | David Farrar     | Klaus Miedel     |
| Meg Falworth      | Barbara Rush     | Sigrid Lagemann  |
| Earl of Mackworth | Herbert Marshall | Robert Klupp     |
| Diccon Bowman     | Rhys Williams    | Georg Gütlich    |
| Prince of Wales   | Dan O’Herlihy    | Erich Fiedler    |
| Sir James         | Torin Thatcher   | Paul Wagner      |

## Kritiken
„Ritterspektakel mit Waffengeklirr, Mannesstolz und romantischer Minne und einer erstaunlich genauen Schilderung kriegerischer Bräuche.“

„Bunte, prächtige Ritterspiele mit einem deplatziert wirkenden Tony Curtis an der Lanze“

„Großes Ritterstück (...) Interessant die Schilderung des damaligen Waffenunterrichts.“

„Kriegerisches Gebaren und stolze Stars in einem fahnengeblähten, knallbunten und am historischen Detail orientierten Abenteuer. (Wertung: 2 von 4 möglichen Sternen – durchschnittlich)“